# Coco Schumann
Pour les articles homonymes, voir Schumann (homonymie).
Heinz Jakob Schumann, dit Coco Schumann, né le 14 mai 1924 à Berlin et mort le 28 janvier 2018 dans la même ville, est un guitariste et musicien de jazz, juif allemand. Il a joué en compagnie des plus grandes figures du jazz, telles Marlene Dietrich, Ella Fitzgerald, Dizzy Gillespie et Louis Armstrong.
C'est un survivant des camps d'extermination nazis, où il avait été contraint par les SS de jouer de la musique au sein d'un groupe constitué de prisonniers intitulé Ghetto Swingers.
Dans les années 1930, il fait partie des toutes premières scènes jazz en Allemagne, puis après la guerre, est l'un des premiers musiciens allemands à jouer avec une guitare électrique.

## Biographie

### Enfance et découverte du jazz
Heinz Jakob Schumann nait le 14 mai 1924 à Berlin. Sa mère, Hedwig née Rothholz, est une juive allemande travaillant comme coiffeuse dans le salon familiale. Son père, Alfred Schumann est un bourgeois allemand et ancien combattant de la Première Guerre mondiale. Chrétien de naissance, il s'est converti au judaïsme pour pouvoir épouser Hedwig.
En 1936, la XIe Olympiades des Jeux Olympiques se déroule dans sa ville qui grouille pour l'occasion de nombreux étrangers qui sont venus avec leurs musiques. C'est ainsi qu'à l'âge de 13 ans, un ami lui fait écouter clandestinement un enregistrement de la berceuse A-Tisket, A-Tasket d'Ella Fitzgerald. Pour Schumann, il s'agit de la découverte d'une nouvelle musique venant d'ailleurs, honnie par le régime nazi qui la qualifie alors de musique de "nègre" et de "dégénéré". Une amie française qui n'arrivait pas à prononcer correctement son second prénom Jacob, lui affuble du surnom de coco qui devient par la suite son nom de scène. Coco Schumann passe son adolescence à s'initier à la guitare et à la batterie, puis joue dans divers swing bands. Il écume les bars et les clubs de danses berlinois, où il fait le dandy et gagne ses premiers cachets.
En raison du christianisme d'origine de son père, les lois raciales de 1935 classent Coco Schumann comme Geltungsjuden, une catégorie alors moins durement réprimée que les Volljuden (Juifs à part entière) par la politique antisémite du régime nazi. Néanmoins, juif par sa mère ,ce statut lui interdit d'adhérer à la chambre de la musique du Reich, ce qui l'oblige à se produire clandestinement en utilisant un faux permis de conduire.

### Déportation dans les camps
Avec le temps et l'avancement de la Seconde Guerre mondiale, la politique allemande se durcit et s'applique intégralement aux Geltungsjude, qui étaient jusqu'ici relativement épargnés. En mars 1943, à l'âge de 19 ans, Coco Schumann est dénoncé et arrêté.
En raison de son statut de demi-juif, il est déporté vers le camp de concentration de Theresienstadt. Situé en Bohême-Moravie, c'est un camp servant pour les autorités allemandes de village Potemkine destiné à leurrer la Croix-Rouge internationale et par delà le monde entier sur le véritable sort des déportés.
Dans ce camp sont internés des demi-juifs, des anciens combattants décorés de la Grande Guerre, mais aussi des intellectuels et artistes prestigieux (dénommés les Prominenten). C'est ainsi que le camp a son café, sa vie culturelle avec son théâtre et son orchestre. Cependant, à l'exception de la variété de sa population, ce lieu reste un camp de concentration comme les autres.
Régulièrement, pour libérer de la place et permettre ainsi l'arrivée de nouveaux déportés, des prisonniers du camp sont envoyés vers le camp d'Auschwitz, où ils sont exterminés.
À son arrivée dans le camp de Theresienstadt (actuelle Terezin), Coco Schumann rencontre les joueurs du jazz band interne au camp. Il lui est proposé de prendre la place du batteur, le précédent ayant été envoyé à Auschwitz juste quelques jours auparavant. C'est ainsi que Coco Schumann intègre le Ghetto Swingers, groupe de jazz constitué de prisonniers du camp.
« Quand je jouais, j'oubliais tout. J'oubliais l'étoile jaune cousue sur ma poitrine, les murs du ghetto, la faim, la menace des transports vers Auschwitz. »
Le directeur du camp, Karl Rahm commandite de filmer ce légendaire groupe de jazz pour un documentaire de propagande nazi titré Theresienstadt. Un documentaire sur la zone de peuplement juif. Ainsi apparaissent dans ce film Coco Schumann et son groupe jouant du jazz depuis un kiosque en bois pour "accueillir" les nouveaux prisonniers.
Mais en septembre 1944, le groupe est à son tour déporté vers le camp d'Auschwitz.
« Nous ne savions d'Auschwitz que des rumeurs. Mais quand nous y sommes arrivés, on a tout de suite compris. D'une main, un SS nous a montré le portail du camp que nous venions de franchir. "C'est l'entrée", a-t-il sèchement dit. Puis il a montré les cheminées qui fumaient en dégageant une odeur étrange et douceâtre. "C'est la sortie". J'ai eu de la chance. J'étais encore sur la rampe de la sélection quand un ancien client d'un bar de Berlin où j'avais joué - un droit commun qui avait la responsabilité d'une baraque - m'a reconnu. Les musiciens tziganes du camp E venaient d'être gazés et on avait besoin d'un nouvel orchestre. On m'a donné une solide paire de souliers et une guitare, une Selmer prélevée dans les entrepôts où étaient entassés les effets volés aux déportés. Je n'avais jamais joué sur une aussi bonne guitare, la même qu'avait Django Reinhardt ! »
Coco Schumann continue ainsi de jouer avec ses nouveaux camarades d'infortune. Ils jouent pour l'arrivée de nouveaux déportés, lors des départs et sorties de travail, pour les Kapos en échange de nourriture, et pour les gardiens SS afin de les amadouer.
« Ils n'avaient pas d'autre distraction que d'envoyer les gens au four, alors, forcément, un peu de musique leur faisait du bien »
En janvier 1945, il est envoyé vers le camp de Kaufering, une annexe du camp de Dachau. En avril 1945, le camp est évacué par les Allemands au son de sinistres marches de la mort en direction d'Innsbruck. C'est au cours d'une ces marches que Coco Schumann est libéré par des troupes américaines.
Il retourne alors à Berlin, où il retrouve ses parents. Son père avait réussi à sauver la mère de Coco malgré sa judaïté, en lui faisant usurper l'identité d'une personne morte dans un incendie, tandis que lui était protégé par sa confession chrétienne d'origine. Coco apprend néanmoins la mort de ses grands-parents, oncles, tantes et cousins.

### Sa carrière musicale après la guerre
Au lendemain de Seconde Guerre mondiale, s'inspirant du joueur de jazz américain Charlie Christian qui fut le premier soliste de guitare électrique, Coco Schumann est un des premiers en Allemagne à jouer de ce nouvel instrument. Il devient alors un musicien réputé. Il enregistre plusieurs albums et donne une multitude de concerts.
En 1950, il immigre avec sa femme en Australie, mais l'expérience n'est pas concluante, et il retourne en Allemagne quatre ans plus tard. Il fonde alors son propre groupe, le quartet Coco Schumann. Il accompagne des figures du jazz telles que Marlène Dietrich, Ella Fitzgerald ou Helmut Zacharias.

## Discographie

### AvecHelmut Zacharias
- Nina Costas mit dem Orchester Helmut Zacharias (Berlin 1947)
- Helmut Zacharias mit der Berliner Allstar Band (aussi: Amiga-Band, Berlin 1948)
- Helmut Zacharias Quartett (Berlin 1948)
- Helmut Zacharias und sein Swingtett: Swing Is In (Electrola, 1976), avec Peter Jacques et Hans Rettenbacher
- Swinging Christmas (Helmut Zacharias und sein Swingtett)

### En solo
- Double – 50 Years in Jazz (1947–1997)
- Rex Casino: Live 1955 (1955)
- Coco Now! (Trikont, 1999), avec Karl-Heinz Böhm, Hans Schätzke et Sven Kulis

## Distinctions
- Chevalier de l'ordre du Mérite de la République fédérale d'Allemagne